# Albert-Carl Becker
Albert-Carl Becker (* 6. Juli 1904 in Saarlouis; † 16. März 2000 in Völklingen) war ein deutscher Sportlehrer.

## Leben
In den Jahren von 1924 bis 1926 absolvierte Albert-Carl Becker ein Studium der Elektrotechnik an der TU Karlsruhe und war anschließend als Assistent an der Deutschen Hochschule für Leibesübungen in Berlin-Charlottenburg tätig.
Becker war Diplom-Sportlehrer und hatte nach dem Krieg 1945 maßgeblichen Anteil am Wiederaufbau des TV Völklingen. Er war Gewerbelehrer an der Röchling’schen Berufsschule Völklingen.
1992 erhielt er ein Mandat des Saarlandes als Mitglied der Landesgruppe Saar in der Deutschen Olympischen Gesellschaft.

## Ehrungen und Auszeichnungen
- Goldene Nadel des Deutschen Leichtathletik-Verbandes
- Goldene Nadel der Deutschen Olympischen Gesellschaft